# Osen, Tărgoviște
Osen (în bulgară Осен) este un sat în comuna Tărgoviște, regiunea Tărgoviște,  Bulgaria. 

## Demografie
Componența etnică a satului Osen
     Romi (10,14%)
     Bulgari (73,91%)
     Turci (15,94%)
     Nicio identificare (0%)
La recensământul din 2011, populația satului Osen era de 69 locuitori. Din punct de vedere etnic, majoritatea locuitorilor (73,91%) erau bulgari, existând și minorități de turci (15,94%) și romi (10,14%). Pentru 0% din locuitori nu este cunoscută apartenența etnică.